# Геотехнічна і гірнича механіка
Геотехнічна і гірнича механіка — галузь науки і техніки, наукова спеціальність (шифр 05.15.09), утворена Постановою президії ВАК України N 47-08/6 від 14.06.2007 шляхом об'єднання наукових спеціальностей «Фізичні процеси гірничого виробництва» (05.15.11) та «Механіка гірських порід» (05.15.09). За цією спеціальністю в Україні присуджуються наукові ступені в галузі технічних наук.

## Паспорт спеціальності
Геотехнічна і гірнича механіка вивчає властивості, стан і особливості поведінки сипучих тіл, ґрунтів, ґрунтових основ, гірських порід та їх масивів з урахуванням твердої, рідкої, газоподібної фаз і напружено-деформованого стану під впливом різних видів навантаження для створення й вдосконалення існуючих способів видобутку корисних копалин і техногенних родовищ, освоєння природних ресурсів надр, методів прогнозу й управління гірничим тиском і зсуванням, стійкістю породних оголень при створенні штучних наземних і підземних порожнин, природних і штучних укосів, бортів кар'єрів і відвалів, будівництва наземних і підземних споруд цивільного та промислового призначення.

### Напрями досліджень
- Розроблення методології, методик, розрахункових методів, вивчення й оцінка властивостей сипучих тіл, ґрунтів і гірських порід; дослідження будови, напружено-деформованого стану, закономірностей у масивах сипучих середовищ, гірських порід і техногенних родовищ з урахуванням особливостей їх поведінки при різних видах і шляхах навантаження, дії різних полів і контактів і впливу різних чинників, а також при взаємодії вказаних середовищ з природними та штучними флуктуаціями з метою вдосконалення існуючих і розробки нових ефективних геотехнологій. Методи управління властивостями і станом сипучих тіл, ґрунтів і гірських порід.
- Дослідження закономірностей механічних процесів при розміцненні, ущільненні та переміщенні сипучих тіл, зокрема мерзлих, механічними діями і полями різної природи та прямих і зворотних процесів при переходах середовищ в інші фазові категорії при наявності фільтрації, дифузії рідини і газу у породному масиві при веденні гірничих робіт.
- Дослідження явищ, що протікають у гірських породах, зокрема в кам'яному вугіллі, вивчення закономірностей змінювання їх стану та властивостей під впливом зовнішніх полів; встановлення фізико-хімічних механізмів; розроблення фізичних і фізико-математичних моделей перетворень, що спостерігаються, методів їх практичної реалізації.
- Розроблення методології, методик і розрахункових методів при дослідженнях механіки органо-мінеральних ґрунтів, лесів і лесовідних ґрунтів (макропористих утворень), пливунів і псевдопливунів, мерзлих і вічномерзлих ґрунтів (кріогенних утворень) з метою використання їх для створення та вдосконалення технологій будівництва наземних і підземних об'єктів різного призначення, забезпечення стійкості природних і штучних укосів, бортів кар'єрів, відвалів і відкритих виробок при будівництві наземних і напівпідземних об'єктів.
- Розроблення методології, методик, розрахункових методів щодо оцінки напружено-деформованого стану гірських порід і інших проявів гірничого тиску поблизу капітальних, підготовчих і очисних виробок, стійкості ціликів і оголень гірських порід, підземних споруд, а також способів управління станом масиву і тримікістю гірських порід шляхом дії на них механічними, гідравлічними, тепловими, електромагнітними та іншими полями, а також методів і засобів їх реалізації у практиці ведення гірничих робіт.
- Руйнування, розміцнення, ущільнення та переміщення гірських порід механічними, гідравлічними, тепловими, електромагнітними та іншими фізико-технічними способами при їх бурінні, різанні, сколюванні, відриві, подрібненні з метою використання отриманих закономірностей для створення або вдосконалення існуючих технологій будівництва, експлуатації й охорони підземних порожнин, підвищення стійкості укосів, удосконалення технологій видобутку корисних копалин тощо.
- Дослідження параметрів вибухового імпульсу в масивах гірських порід під впливом детонаційних процесів з метою підвищення безпеки, технологічної й екологічної надійності, ефективності вибухового способу при різних видах його застосування: у технологічних процесах при створенні штучних підземних і наземних порожнин, видобутку корисних копалин, подрібненні тощо.
- Дослідження напружено-деформованого стану в породних масивах і встановлення залежностей від дії акустичних, електричних, магнітних, радіохвильових, радіаційних, ультразвукових та інших фізичних полів.
- Дослідження закономірностей формування напружено-деформованого стану, розрахунок і оцінка зсування гірських порід при підземному та відкритому способах видобутку з метою розробки способів їх попередження та стабілізації.
- Дослідження закономірностей формування, протікання газодинамічних і динамічних явищ у масивах порід при веденні гірничих робіт, розроблення способів їх попередження та запобігання.
- Методи контролю фізико-механічних властивостей і напружено-деформованого стану породного масиву; діагностика та моніторинг геотехнічних процесів, способи підвищення надійності і певності результатів оцінки властивостей і стану гірських порід і масивів при проведенні лабораторних, натурних і аналітичних досліджень.

## Спеціалізовані наукові установи
Дослідженнями в області геотехнічної і гірничої механіки в Україні займаються такі науково-дослідні установи:
- Інститут геотехнічної механіки ім. М. С. Полякова
- Інститут фізики гірничих процесів
- Український державний науково-дослідний та проектно-конструкторський інститут гірничої геології, геомеханіки та маркшейдерської справи

## Наукова періодика з дисципліни
В Україні:
- Геоінженерія - наукове видання ННІ енергозбереження та енергоменеджменту НТУУ КПІ
- Геотехнічна механіка (науковий вісник) — науковий вісник Інституту геотехнічної механіки ім. М. С. Полякова Національної академії наук України
- Геотехнології - наукове видання НТУ ХПІ
- Світ геотехніки - наукове видання ДП «Державний науково-дослідний інститут будівельних конструкцій»

Іноземні видання (станом на 10.2022 індексуються у Scopus):
- Acta Geotechnica
- Australian Geomechanics Journal
- Canadian Geotechnical Journal
- Chinese Journal of Geotechnical Engineering
- Chinese Journal of Rock Mechanics and Engineering
- Computers and Geotechnics
- Environmental Geotechnics
- Geomechanics and Engineering
- Geomechanics and Geoengineering
- Geomechanics and Geophysics for Geo-Energy and Geo-Resources
- Geomechanics for Energy and the Environment
- Geomechanik und Tunnelbau
- Geotechnical and Geological Engineering
- Geotechnical Engineering
- Geotechnical Fabrics Report
- Geotechnical Research
- Geotechnical Special Publication
- Geotechnical Testing Journal
- Geotechnical, Geological and Earthquake Engineering
- Geotechnik
- Geotechnique Letters
- Geotechnique
- Geotextiles and Geomembranes
- Indian Geotechnical Journal
- International Journal for Numerical and Analytical Methods in Geomechanics
- International Journal of Geomechanics
- International Journal of Geotechnical Earthquake Engineering
- International Journal of Geotechnical Engineering
- International Journal of Physical Modelling in Geotechnics
- International Journal of Rock Mechanics and Minings Sciences
- ISRM Rock Mechanics in Petroleum Engineering Conference
- Journal of GeoEngineering
- Journal of Geotechcnical Engineering
- Journal of Geotechnical and Geoenvironmental Engineering - ASCE
- Journal of Mining and Strata Control Engineering
- Journal of Rock Mechanics and Geotechnical Engineering
- Journal of the Geotechnical Engineering Division, ASCE
- Landslides
- Marine Georesources and Geotechnology
- Marine Geotechnology
- Prace Naukowe Instytutu Geotechniki I Hydrotechniki Politechniki Wroclawskiej
- Proceedings of the Institution of Civil Engineers: Geotechnical Engineering
- Rivista Italiana di Geotecnica
- Rock and Soil Mechanics
- Rock Mechanics and Rock Engineering
- Soil Mechanics and Foundation Engineering
- Springer Series in Geomechanics and Geoengineering
- Studia Geotechnica et Mechanica
- Transportation Geotechnics
- Transportation Infrastructure Geotechnology